# فيك أندريتي
فيك أندريتي (بالإنجليزية: Vic Andreetti)‏ ملاكم محترف بريطاني سابق صنّف ضمن فئة وزن خفيف الوسط.

## إحصائيات
خاض خلال مسيرته 67 نزالا، فاز في 51 وتعادل في 3 وخسر في 13. فاز بالضربة القاضية في 19 نزالا.

## روابط خارجية
- فيك أندريتي على موقع بوكس ريك (الإنجليزية) (registration required)